# Золотая медаль имени Д. К. Чернова
Золотая медаль имени Д. К. Чернова — медаль, присуждаемая с 1995 года Российской академией наук. Присуждается Отделением физикохимии и технологии неорганических материалов за выдающиеся работы в области физико-химического анализа, химии и технологии.

Медаль названа в честь русского металлурга и изобретателя Д. К. Чернова.

Внешний вид медали
Обратная сторона медали до 1995 года
Обратная сторона медали после 1995 года

## Список награждённых
- 1970 — Андрей Анатольевич Бочвар — за серию работ по металловедению и сплавов
- 1973 — Иван Иванович Корнилов — за цикл работ по теме «Металлиды и взаимодействие между ними»
- 1976 — Виссарион Дмитриевич Садовский — за монографию «Структурная наследственность в стали»
- 1979 — Георгий Вячеславович Курдюмов — за цикл работ по мартенситным превращениям и структуре мартенсита
- 1982 — Александр Фёдорович Белов — за серию работ «Исследование теоретических основ, разработка технологии и создание производств по литью и обработке давлением различных полуфабрикатов из алюминиевых, магниевых, титановых, жаропрочных никелевых и тугоплавких сплавов»
- 1985 — Василий Семенович Емельянов — за монографии «Молибден в ядерной энергетике», «Металлургия ядерного горючего», «Теория процессов получения чистых металлов, сплавов и интерметаллидов»
- 1988 — Сергей Тимофеевич Кишкин — за цикл работ в области прочности и жаропрочности металлических материалов для авиакосмической техники
- 1991 — Олег Александрович Банных — за работу «Структура, фазовые превращения и физико-механические свойства мартенситных и аустенитных сталей со сверхравновесным содержанием азота»
- 1995 — Владимир Иванович Добаткин — за цикл работ по теме «Исследование структурного упрочнения и наследственного влияния строения слитка на свойства деформированных легких сплавов»
- 1999 — Игорь Васильевич Горынин — за цикл работ «Новые конструкционные стали и титановые сплавы для работы в экстремальных условиях»
- 2004 — Николай Павлович Лякишев — за работу «Создание сталей для нефте- и газопроводных труб большого диаметра и технология их производства»
- 2009 — Евгений Николаевич Каблов — за совокупность работ «Жаропрочные сплавы, технология получения монокристаллических лопаток с защитными покрытиями для авиационных, силовых и энергетических газотурбинных установок».
- 2019 — Юрий Владимирович Цветков — за совокупность работ «Плазменные процессы в металлургии и обработке материалов»
- 2024 — Андрей Иванович Рудской — за цикл работ «Новые технологии термопластической обработки широкого класса материалов, обеспечивающие высокие физико-химические и эксплутационные свойства металлов, композиционных материалов и специальных материалов широкого назначения»[1]